# Репертуар и пантеон
«Пантеон», «Репертуар и пантеон» — журнал, посвященный по преимуществу истории театра и драматической литературе. Выходил ежемесячно, в Санкт-Петербурге, под редакцией Ф. А. Кони, с 1840 года. Издатель В. П. Поляков.
В виде приложения давались сначала небольшие пьесы комического содержания, с 1841 года — пьесы «текущего репертуара». С 1842 года «Пантеон» сливается с журналом «Репертуар», выходившим в Петербурге с 1839 года (издатель — И. П. Песоцкий). Соединённые журналы стали выходить под общим заголовком. В 1842 году журнал назывался «Репертуар русского и пантеон всех европейских театров». Издателем был сначала один Песоцкий, а с XV тетради 1842 года (в год 24 тетради) — Песоцкий вместе с Поляковым, под редакцией Ф. В. Булгарина.
В 1843 году редакция перешла к В. С. Межевичу и журнал назывался «Репертуар русского и пантеон иностранных театров». В 1844—1846 годах журнал выпускался под названием «Репертуар и пантеон». С 1846 года (с VII тетради) редактором и издателем был один Песоцкий, в 1847 года — редактор вновь Ф. Кони и до прекращения издания. В этом году журнал выходил под названием «Репертуар и пантеон театров». В следующем году журнал издавался под прежним названием «Пантеон». Затем последовал перерыв в издании журнала.
В 1842 году вышло 24 книги, в остальные годы по 12 книг. С 1852 года журнал теряет свой специальный характер, приближаясь всё более к типу других русских журналов, соперничество с которыми ему было не под силу. Затем журнал ещё раз меняет название: «Репертуар и пантеон. Театральное обозрение». Перед тем, как окончательно прекратиться на 7-й книге 1856 года, издание ещё раз поменяло своё название: на этот раз «Пантеон и репертуар русской сцены».
Указатель составлен Ю. М. Богушевичем и Н. Д. Бенардаки («Указатель статей серьёзного содержания, помещенных в русских журналах прежних лет». Выпуск 4-й. — СПб., 1858).